# Rennell Este
Rennell Este o Rennell Oriental, en la isla de Rennell, la isla más al sur del archipiélago de las islas Salomón, es un antiguo atolón que, debido a movimientos tectónicos emergió y contiene un lago, el lago Tegano (Te Nggano), con una área de 15,5 mil hectáreas. Localizada en una región tropical del océano Pacífico, la isla de Rennell está cubierta de una selva densa en que las copas de los árboles tiene una media de 20 m de altura. La región posee muchas especies endémicas, se encuentra bajo la influencia de altas presiones climáticas, formando un “laboratorio” natural y sus recursos son propiedad de la comunidad, que adoptó formas tradicionales de gestión.
El área considerada Patrimonio de la Humanidad desde 1998 corresponde a cerca de un tercio de la isla Rennell e incluye al Lago Tegano, sus márgenes son una zona marítima de tres millas náuticas, en un total de cerca de 37 mil hectáreas. El agua del lago es salobre, una vez que es alimentado por manantiales de agua dulce, pero existen uniones subterráneas con el mar, y contiene varias pequeñas islas. El lago tiene 29 km de longitud y 10 de anchura, ocupando cerca del 18% del área total de la isla: es la mayor masa de agua continental en las islas del océano Pacífico. El fondo del lago está cubierto por varios metros de sedimento. El 18 de junio de 2013, la Unesco lo incluye en la lista del Patrimonio de la Humanidad en peligro debido a la explotación forestal que afecta a su ecosistema.
Las islas Salomón se encuentran en un importante punto de transición en una secuencia de biodiversidad floral decreciente del oeste hacia el este del océano Pacífico, con una disminución del número de géneros de fanerógamas de cerca de 1400 en Papúa-Nueva Guinea a cerca de 260 en Tonga y Niue. En las islas Salomón se encuentran 650 especies de fanerógamas, de las que 160, o el 25% del total, no se encuentran en ninguna isla hacia el este. No fueron encontradas especies de árboles endémicas en la isla Rennell, pero están descritas diez especies de plantas, entre las que, la orquídea Dendrobium Rennellii se encuentra solo en las pequeñas islas del lago Tegano. Existen igualmente dos especies endémicas de “palmera de tornillo” (Pandanus Lacustris y Pandanus Rennellensis).
Respecto de la fauna, existen en la isla 11 especies de murciélagos, incluyendo una endémica, Pteropus Rennelli y cerca de 40 especies de aves, tanto terrestres como acuáticas, cuyas cuatro especies y nueve subespecies son endémicas de la isla Rennell. El lago Tegano es el único lugar conocido donde se encuentra la serpiente marina venenosa Laticauda Crockeri.
En 2019 un accidente provocó un importante derrame de petróleo en la zona.